# Cantonul Avranches
Cantonul Avranches este un canton din arondismentul Avranches, departamentul Manche, regiunea Basse-Normandie, Franța.

## Comune
- Avranches (reședință)
- Chavoy
- La Godefroy
- La Gohannière
- Marcey-les-Grèves
- Plomb
- Pontaubault
- Ponts
- Saint-Brice
- Saint-Jean-de-la-Haize
- Saint-Loup
- Saint-Martin-des-Champs
- Saint-Ovin (parțial)
- Saint-Senier-sous-Avranches
- Vains
- Le Val-Saint-Père